# Kokpunkt

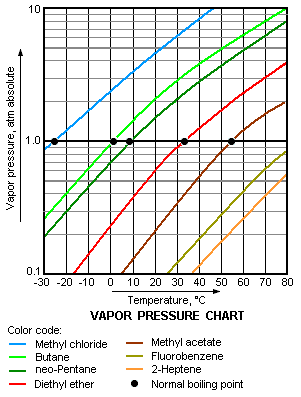
Normalkokpunkt ligger vid temperaturen där ångtrycket är 1 atmosfär.

Kokpunkten för ett ämne är den temperatur då vätskan kokar. Fysikaliskt sett säger man att kokpunkten är den temperatur då en vätskas ångtryck är lika stor som omgivningens tryck. En vätska kan genom avdunstning övergå till gasform även vid temperaturer under kokpunkten. Avdunstning kan emellertid endast ske vid vätskans yta. För att gasbubblor skall bildas krävs oftast någon sorts ojämnhet i behållaren. I en slät behållare kan vätskan bli överhettad, för att sedan plötsligt bilda många stora bubblor som kan göra att vätskan kokar över. 
Kokpunkten beror på omgivande lufttryck. Därför anges kokpunkten vanligen vid lufttrycket vid havsytan. På högre höjder, där lufttrycket är lägre, är även kokpunkten lägre. För att bestämma kokpunkten vid olika tryck kan man använda sig av Clausius–Clapeyrons ekvation.
På atomnivå är kokpunkten det tillstånd när vätskemolekyler har tillräckligt med värmeenergi för att övervinna olika bindningar mellan molekylerna. Därför är kokpunkten även ett mått på dessa bindningars styrka.
Kokpunkten för vatten är 100 °C vid normalt lufttryck. Kokpunkten vid standardtryck kallas normalkokpunkt.